# 不搬送
不搬送（ふはんそう）は、災害・救急現場に出場した消防の救急隊が、何らかの理由によって傷病者を医療機関へ搬送せずに現場での活動を終了し、もと居た署隊などに引き返す事例を言う。
軽症事案など緊急性を要しないもの・本人による搬送辞退や搬送拒否・誤報や虚偽通報による災害発生事実がないものの他に、社会死（社会通念上の死）と判断された場合が不搬送に至る理由として主にあるが、その理由は様々である。

## 概要
2014年の総務省消防庁統計では、救急隊による「不搬送」の件数は全国で63万件。東京消防庁の2019年の統計では、全体の出場件数（約73万件）のうち、11.8%が「不搬送」となった。
その他、大阪市の事例では、全体の出場件数のうち「不搬送」が21%を占め、救急活動を切迫している実情が判明している。